# Отдельная бригада подгальских стрелков
Отдельная бригада подгальских стрелков  (пол. Samodzielna Brygada Strzelców Podhalańskich) — воинское формирование Польских вооружённых сил на Западе, действовавшая на Западном фронте Второй мировой войны в 1940 году.  Командир — генерал Зигмунт Богуш-Шишко. Названа в честь региона Подгале на юге Польши.

## История

### Образование бригады
Бригада была сформирована во Франции на основании соглашения между союзниками по антигерманской коалиции, заключённого 4 января 1940 года. Решение об образовании бригады было принято верховным главнокомандующим Войска Польского 15 января, а саму бригаду включили в состав французского вспомогательного экспедиционного корпуса, который должен был отправиться в Финляндию во время Зимней войны и оказывать помощь финскому правительству. Приказ был подписан 9 февраля, а формирование завершилось 14 февраля 1940 года. В неё вошли три батальона 1-й гренадерской дивизии и один батальон из 4-го Варшавского полка пеших стрелков 2-й пехотной дивизии. Организация бригады была устроена по образцу французских альпийских стрелков.
Вооружение бригады составляло французское лёгкое и тяжёлое оружие, которое было приобретено на предоставленные Польше французами займы ещё до начала войны. Ряды бригады укомплектовывались преимущественно уехавшими на заработки в довоенные годы поляками (64% личного состава), среди воевавших были и ветераны гражданской войны в Испании, сражавшиеся на стороне Второй Испанской Республики. На начало войны бригада насчитывала 4778 человек: 182 командира, 45 заместителей командиров, 742 младших офицера и 3809 солдат.

### Боевые действия
Изначально бригада готовилась вступить в советско-финскую войну на стороне Финляндии, однако завершение войны не позволило этой инициативе претвориться в жизнь. 8 мая 1940 года бригада отправилась в Норвегию, где участвовала в боях за Нарвик.  8 июня, в связи началом активных боевых действий во Франции бригада была отправлена в Бретань, где участвовала в кровопролитных боях против превосходивших по численности и вооружению немецких сил. Это завершилось полным разгромом и фактическим уничтожением бригады: одна часть уцелевших солдат сумела бежать в Великобританию либо напрямую, либо через Испанию, остальные избежавшие плена ушли во французское Сопротивление.
21 июля 1940 года верховный главнокомандующий генерал Владислав Сикорский пожаловал Отдельной бригаде подгальских стрелков штандарт с орденом Virtuti Militari V класса. 21 августа 1940 года Отдельная бригада подгальских стрелков, которая находилась в Шотландии и в британских документах фигурировала как польская бригада «Нарвик» (англ. Polish Brigade Narvik), была окончательно расформирована. Из уцелевших солдат был образован Батальон подгальских стрелков, вошедший в состав 1-й бронетанковой дивизии Польских вооружённых сил. 24 ноября 1940 года верховный главнокомандующий приказал передать штандарт расформированной бригады батальону с целью сохранения воинских традиций.
До восстановления бригады в составе Польских вооружённых сил на Западе дело так и не дошло, а в августе 1944 года штандарт сгорел дотла. Предложение полковника Владислава Деца о переименовании 3-й стрелковой бригады в Нарвикскую бригаду подгальских стрелков (пол. Narwicka Brygada Strzelców Podhalańskich) осталось без рассмотрения, а в июне 1947 года батальон был окончательно расформирован вместе с 1-й бронетанковой дивизией.

## Униформа
Солдаты бригады носили длинные плащи французских артиллеристов с капюшоном, как у подгальских стрелков, и брезентовые куртки (полупальто). Поверх сапог подгальцы носили белые лыжные носки, частично закрывая обувь. Головными уборами были тёмно-коричневые береты французских крепостных войск с резиновыми изображениями польского орла.

## Вооружение
- 15 миномётов образца 1927/31 годов калибра 81 мм
- 15 миномётов образца 1935 года калибра 60 мм
- 25 противотанковых пушек образца 1934 года калибра 25 мм
- 68 станковых пулемётов Гочкисса образца 1914 года калибра 8 мм
- 191 ручной пулемёт Шательро образца 1924/29 годов калибра 7,5 мм
- 163 мушкетона, 197 карабинов, 3660 винтовок MAS-36 калибра 7,5 мм и 566 пистолетов[6][7]

## Структура

### Командование
- Командир — полковник / генерал бригады Зыгмунт Богуш-Шишко
- Начальник штаба — полковник Вацлав Камёнко
- Офицер по особым поручениям — майор Януш Илиньский[пол.]
- Начальник 2-го отдела (информационно-разведывательного) — майор Тадеуш Новиньский[пол.]
- Начальник 3-го отдела (тактико-оперативного) — майор Фелициян Майоркевич[пол.]
  - Офицер — капитан Зенон Старкевич[пол.]
  - Офицер — капитан Марьян Бронислав Тонн
- Офицер связи — майор Юзеф Морковский

### 1-я полубригада
- Командир — полковник Бенедикт Хлусевич[пол.][8]
- Начальник штаба — майор Фрыдерык Лангер
- Командир штабной роты — капитан Альбин Новобильский
- Командир 1-й вспомогательной роты — капитан Антоний Томашевский

#### 1-й батальон
- Командир 1-го батальона — майор Вацлав Кобылиньский[пол.]
- Командир 1-й стрелковой роты — поручик Роман Утницкий (ранее капитан Станислав Новицкий)
- Командир 2-й стрелковой роты — поручик Леонард Круляк (ранее капитан Октавиуш Ястржембский)
- Командир 3-й стрелковой роты — капитан Ян Богуславский
- Командир 1-й роты станковых пулемётов — капитан Тадеуш Шмидт
- Командир хозяйственной роты — капитан Адам Бендзиковский (ранее поручик Станислав Скалуба)

#### 2-й батальон
- Командир 2-го батальона — полковник Владислав Дец[пол.]
- Адъютант — капитан Рудольф Мария Нойман
- Командир 1-й стрелковой роты — капитан Пётр Ляурентовский
  - Командир 1-го взвода — поручик Иероним Лагода[пол.]
  - Командир 2-го взвода — подпоручик запаса Стефан Радолиньский
  - Командир 3-го взвода — подпоручик запаса Богдан Радкевич
  - Командир 4-го взвода — подпоручик запаса Адольф Кемпны (погиб 28 мая 1940 в Анкенесе)
- Командир 2-й стрелковой роты — капитан Анджей Станчик[пол.]
- Командир 3-й стрелковой роты — ротмистр запаса Стефан Адам Замойский
- Командир 2-й роты станковых пулемётов — капитан Александр Морень
- Командир хозяйственной роты — капитан Ежи Людтке

### 2-я полубригада
- Командир — полковник Юзеф Кобылецкий[пол.]
- Начальник штаба — майор пехоты Игнаций Влостовский[пол.]
- Командир штабной роты — ротмистр Юзеф Ягельский
- Командир взвода связи — подпоручик запаса связи Марьян Юрковский
  - Заместитель командира взвода связи — подхорунжий запаса связи Юзеф Яхович
  - Подпоручик запаса связи — Генрик Яблоньский
- Командир 2-й вспомогательной роты — капитан Казимеж Штерналь[пол.]
- Командир взвода — подпоручик запаса пехоты Мечислав Прушиньский[пол.]
- Командир взвода мотоциклетной разведки — подпоручик кавалерии Вацлав Залеский[пол.]

#### 3-й батальон
- Командир 3-го батальона — полковник Михал Мачковский
- Командир 1-й стрелковой роты … капитан Чеслав Следзяк
- Командир 1-го взвода — поручик Болеслав Контрим
- Командир 2-й стрелковой роты — капитан Конрад Стенпень
- Командир 3-й стрелковой роты — капитан Леон Пацек
- Командир 3-й роты станковых пулемётов — капитан Лешек Кживда
- Командир хозяйственной роты — капитан Эустахий Идзиковский

#### 4-й батальон
- Командир 4-го батальона — майор Арнольд Ясковский[пол.]
- Командир 1-й стрелковой роты — капитан Казимеж Сулатыцкий
- Командир 2-й стрелковой роты — капитан Болеслав Кудельский
- Командир 3-й стрелковой роты — капитан Конрад Амброзяк
- Командир 4-й роты станковых пулемётов — поручик Ян Серафин
- Командир хозяйственной роты — капитан Владислав Витрыляк[пол.]

### Подразделения бригады
- Командир штабной роты — ротмистр Людвик Квятковский (ранее ротмистр Эдмунд Зелиньский)
- Командир роты связи — майор Юзеф Морковский
- Командир 15-го взвода полевой жандармерии — подпоручик запаса Леонард Зуб-Зданович[пол.]
- Командир взвода мотоциклетной разведки — подпоручик запаса кавалерии Юзеф Выгановский
  - Капрал, подхорунжий Ян Мейштович[пол.]
- Председатель полевого суда — капитан Владыслав Томашевский
- Руководитель полевой почты — капитан пехоты Адам Павловский

## Символика

### Штандарт
Штандарт учреждён приказом №4/1940 и освящён полевым епископом Юзефом Гавлиней, передан бригаде 10 апреля 1940 года во французском Малеструа. После освящения штандарта первые гвозди в штандарт забили президент Второй Польской Республики, верховный главнокомандующий, полевой епископ и командир бригады. Затем штандарт был передан генералом Владиславом Сикорским полковнику Богушу, который принёс присягу на верность цветам штандарта.
Приказом №181/V/40 от 19 июля 1940 года за норвежскую кампанию верховный главнокомандующий наградил бригаду и штандарт серебряным крестом Virtuti Militari (награждение состоялось 21 июля в Шотландии). Знамя до конца войны не сохранилось: в августе 1944 года во время Нормандской операции в результате авианалёта сгорел дотла бронеавтомобиль 1-й бронетанковой дивизии, правопреемницы бригады, в котором находилось знамя.

### Знак отличия
Утверждён приказом от 20 июня 1941 года. Изготавливался из посеребренного и окисленного томбака, представляет собой круглый щит диаметром 35 мм с крестом, украшенным по бокам еловыми ветками, и топорами поверх них. В центре находится орёл с герба Польши и инициалы BSP. Под орлом находится стилизованный орден Virtuti Militari, а на краю щита — надписи ANKENES NARVIK BEISFIORD и 1940. Щит крепится с помощью булавки с номером на оборотной стороне.

### Аксельбант
Норвежский аксельбант, выкрашенный в цвета флага Норвегии (красный, белый и тёмно-синий), был пожалован в Лондоне норвежским правительством за участие в обороне страны (приказ №2/1941). Его носили солдаты батальона слева от плечевой накладки до верхнего левого кармана. Непосредственно участники боёв в Норвегии носили его с узлом и норвежским золотым львом.

## Традиции бригады
Бригада была образована как правопреемница следующих горных частей Войска Польского:
- Дружины подгальские[пол.] (1913)
- Полки подгальских стрелков
- Горнопехотная дивизия генерала Анджея Галицы[пол.] (1920)
- 21-я горнопехотная дивизия[пол.] (до 1939)
- 22-я горнопехотная дивизия[пол.] (до 1939)

Правопреемниками бригады стали после её расформирования Батальон подгальских стрелков 1-й бронетанковой дивизии генерала Станислава Мачека и полки подгальских стрелков в составе Армии крайовой. В 1993 году была образована 21-я бригада подгальских стрелков, сохранившая традиции отдельной бригады 1940 года.

## Галерея
- Бойцы бригады в боях за Нарвик
- Церемония вручения знамени в Малеструа[англ.], 10 апреля 1940 года
- Генерал Владислав Сикорский прощается с бригадой перед её отъездом в Норвегию, 21 апреля 1940 года
- Солдаты бригады в Норвегии, на столбе немецкий плакат на польском языке с призывом к дезертирству
- Связисты подгальских стрелков в Боркенесе, июнь 1940 года
- Подполковник Анджей Станчик[пол.], участвовавший в норвежской кампании
- Карта боевых действий в битве при Нарвике с участием подгальских стрелков, эсминца «Гром» и союзных войск